# Dominiky
Dominiky (ukr. Домініки, ros. Домики) – przystanek kolejowy w pobliżu miejscowości Staje, w rejonie szeptyckim, w obwodzie lwowskim, na Ukrainie. Leży na linii Rawa Ruska – Czerwonogród.
Do 2024 w rejonie czerwonogrodzkim.